# هورست بومه
هورست بومه (و. 1909 – 1945 م) هو ضابط من الإمبراطورية الألمانية، وألمانيا النازية، كان عضوًا في الحزب النازي، كان عضوًا في شوتزشتافل، توفي في كونيغسبرغ، عن عمر يناهز 36 عاماً.

## جوائز
حصل على جوائز منها:
- الصليب الحديدي من الرتبة الثانية  [لغات أخرى]‏
- صليب الاستحقاق الحربي